# Pep (magazine)
Pour les articles homonymes, voir Pep.
Pep est un magazine hebdomadaire néerlandais pour la jeunesse publié par De Geïllustreerde Pers à Amsterdam, du 6 octobre 1962 au 26 septembre 1975, date après laquelle il est remplacé par Eppo. Sa création avait été inspirée par le modèle de l'hebdomadaire français Pilote.